# Richard Berndl
Richard Berndl (Munique, 08 de fevereiro de 1875 — Munique, 26 de janeiro de 1955) foi um arquiteto alemão, arquiteto, artesão e professor universitário. Sua obra mais conhecida no Brasil é o projeto do Mosteiro de São Bento de São Paulo, construído entre 1910 e 1912.

## Vida
Richard Berndl era filho do mestre carpinteiro Michael Berndl e de Maria Adler de Munique. Ele recebeu seu treinamento como arquiteto e designer em Berlim e na Politécnica de Munique, onde estudou com Friedrich von Thiersch. Em 18 de maio de 1903, ele morou em Kreuzplätze 4 em Munique e se casou com a filha do professor Anna Genovefa Wind (*1876) de Augsburgo. Também em 1903, ele projetou um mausoléu para Dionýz Andrássy em Krászno-Hôrka Varalja, no condado de Gömör, que o tornou conhecido de uma só vez e trouxe a posição de professor na Royal School of Applied Arts de Munique. Como o sucessor de Leonhard Romeis foi nomeado professor lá em 1905. Além de seu trabalho como professor, Berndl também se tornou conhecido como arquiteto freelance, designer de interiores e oficial de planejamento urbano nos anos de 1903 a 1937. Ele projetou edifícios, vilas e monumentos Art Nouveau na Alemanha e na Áustria. Por volta de 1907 desenhou a fachada do Hotel Union e do Casino Católico de Munique, algumas igrejas com acabamentos interiores, como em Memmingen, Aichach e Starnberg, e em 1910 o novo edifício do Mosteiro de São Bento em São Paulo. Ele também ganhou vários concursos de arquitetura, incluindo para o Mozarteum em Salzburg, que foi construído de acordo com seus projetos de 1910 a 1914 em Munique Art Nouveau. Berndl foi agraciado com a Ordem do Mérito de São Miguel III pelo Rei da Baviera em 1917.
Mesmo na década de 1920, ele permaneceu professor na Escola Estadual de Artes Aplicadas de Munique (sucessora da Escola de Artes Aplicadas). Antes de 1922, ele já havia trabalhado por quatro anos como construtor municipal no Departamento de Planejamento Urbano de Munique sob o comando do oficial de planejamento urbano Hans Grässel.
Em 1946, após a retomada do magistério na Academia de Artes Aplicadas, ainda lecionava no departamento de arquitetura com as disciplinas de construção civil e design de interiores. A partir de novembro de 1946, a academia foi dissolvida e tornou-se o departamento de artes aplicadas da Universidade de Belas Artes, onde Berndl lecionou como professor até se aposentar em 22 de fevereiro de 1947. Seu sucessor foi Harald Roth (1910-1991) até 1953. Como professor emérito, Berndl foi membro honorário da academia por volta de 1953. 
Richard Berndl viveu com sua família em Munich-Neuhausen na casa Orffstraße 15 até 1955. Seu túmulo está localizado no cemitério de Neuhauser Winthirkirche.

## Galeria

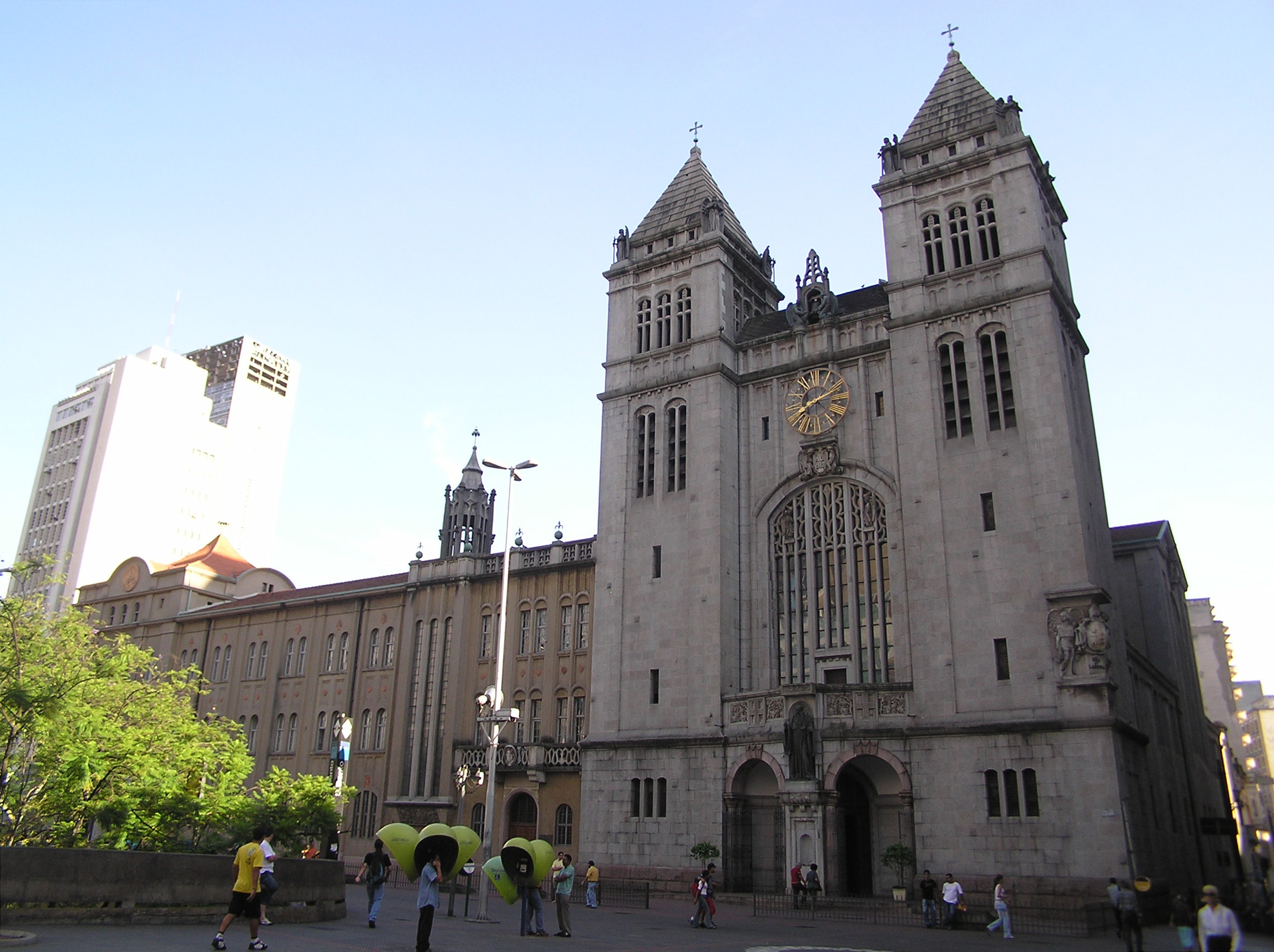
Basílica Abacial do Mosteiro de São Bento em São Paulo, 1910-1912
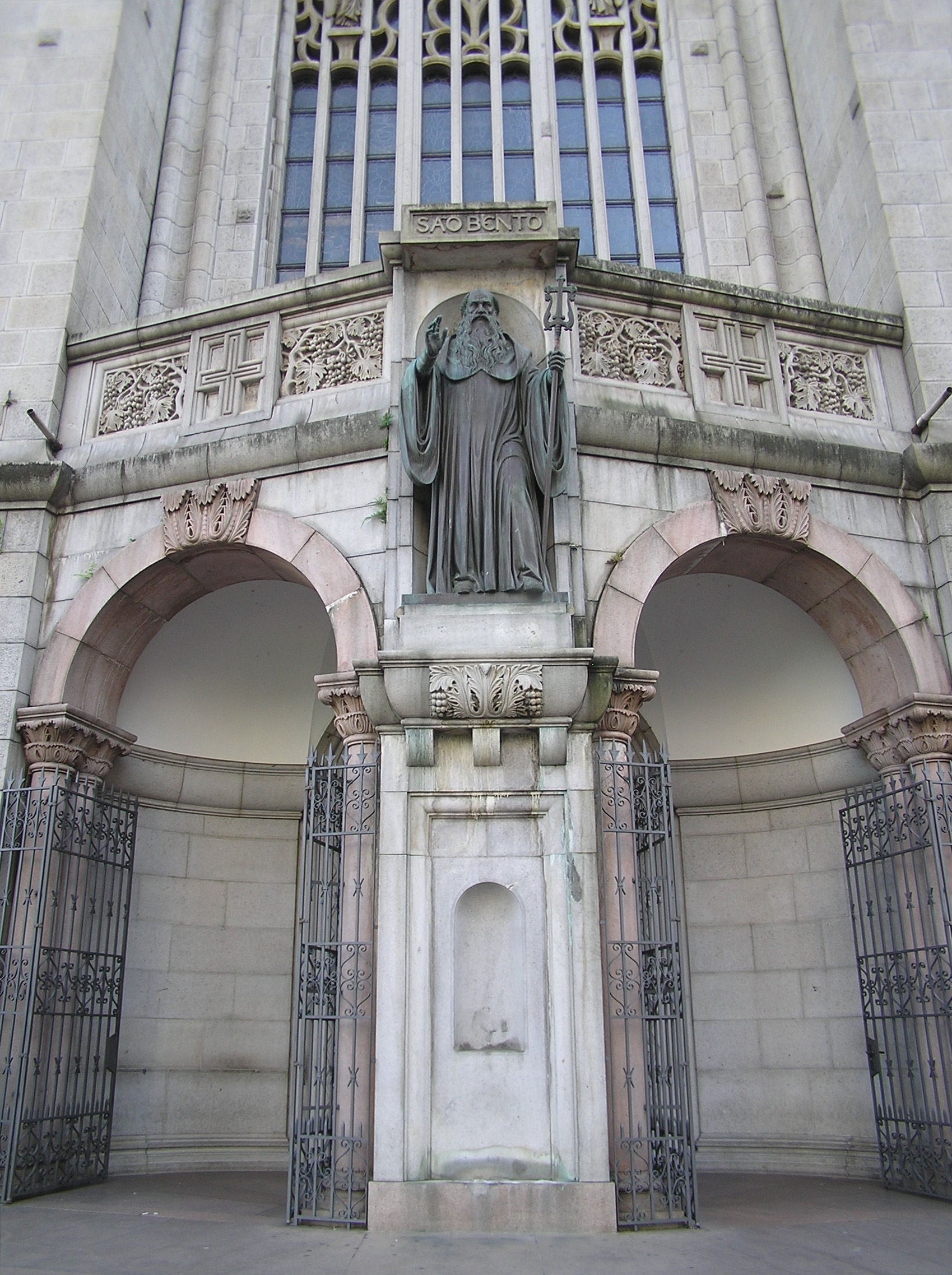
Pórtico de entrada da Basílica Abacial de São Paulo
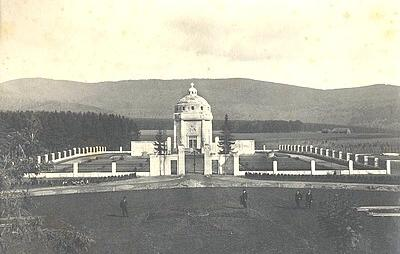
Mausoléu Andrássy, 1904
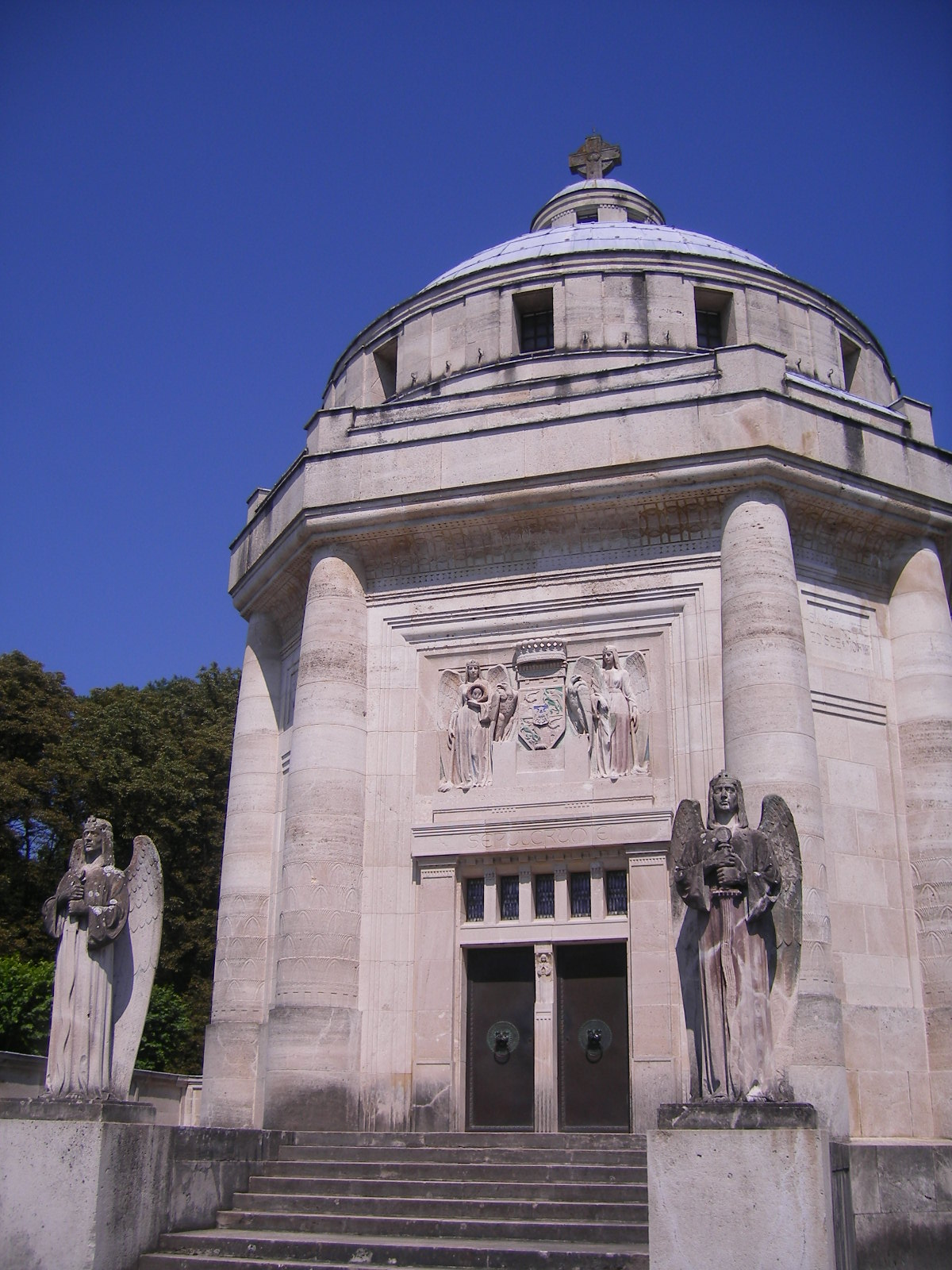
Mausoléu Andrássy, detalhe
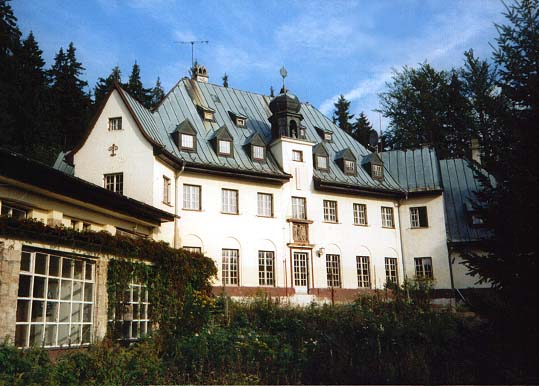
Jagdschloss Kammersgrün, 1919